# Miss Belgique 2020
Miss Belgique 2020, 87e élection de Miss Belgique, s’est déroulée le 11 janvier 2020 à La Panne.
Le concours a été présenté par Virginie Claes, Miss Belgique 2006 et Gaëtan Bartosz, animateur de Radio Contact. Il a été diffusé sur RTL Play en Wallonie et sur FOX en Flandre.
La gagnante, Céline Van Ouytsel, succède à Elena Castro Suarez, Miss Belgique 2019.

## Classement final
| Titre              | Candidates                                   |
| ------------------ | -------------------------------------------- |
| Miss Belgique 2020 | - Anvers - Céline Van Ouytsel                |
| 1re dauphine       | - Flandre occidentale - Celest Decaesstecker |
| 2e dauphine        | - Liège - Anicca Van Hollebeke               |
| 3e dauphine        | - Namur - Blandine Frennet                   |
| 4e dauphine        | - Miss Luxembourg - Laura Vanquaillie        |

## Candidates
32 candidates ont concouru pour le titre de Miss Belgique 2020 :	
| Titre régional                           | Nom                     | Âge    | Domicile          | N° | Élue le                           |
| ---------------------------------------- | ----------------------- | ------ | ----------------- | -- | --------------------------------- |
| candidate de Miss Anvers                 | Caro Beugnier           | 21 ans | Anvers            | 31 |                                   |
| Miss Hainaut                             | Marie Al-Nima           | 20 ans | Masnuy-Saint-Jean | 16 | 25 août 2019 à Barvaux-sur-Ourthe |
| Miss Brabant flamand                     | Elize Baron             | 21 ans | Herent            | 29 | 7 septembre 2019 à                |
| Crown Card de Miss Flandre occidentale   | Mohini Celisa Mathoera  | 21 ans | Ostende           | 1  | 15 septembre 2019 à Adinkerque    |
| 1re dauphine de de Miss Hainaut          | Bélinda Cerini          | 25 ans | Thiméon           | 22 | 25 août 2019 à Barvaux-sur-Ourthe |
| Crown Card de Miss Hainaut               | Sarah Chiry             | 23 ans | Moulbaix          | 23 | 25 août 2019 à Barvaux-sur-Ourthe |
| Miss Flandre occidentale                 | Celest Decaesstecker    | 19 ans | Leffinge          | 19 | 15 septembre 2019 à Adinkerque    |
| 1re dauphine de Miss Namur               | Gaëlle Delforge         | 19 ans | Andenne           | 32 | 25 août 2019 à Barvaux-sur-Ourthe |
| 1re dauphine de Miss Brabant flamand     | Rebecca De Weerdt       | 18 ans | Steenokkerzeel    | 4  | 7 septembre 2019 à                |
| Miss Namur                               | Blandine Frennet        | 20 ans | Tongrinne         | 10 | 25 août 2019 à Barvaux-sur-Ourthe |
| 1re dauphine de Miss Limbourg            | Karen Jansen            | 18 ans | Lommel            | 23 |                                   |
| Crown Card de de Miss Hainaut            | Furayah Kayembe         | 18 ans | Mons              | 2  | 25 août 2019 à Barvaux-sur-Ourthe |
| 2e dauphine de Miss Limbourg             | Alessia Murru           | 17 ans | Gand              | 3  |                                   |
| 2e dauphine de Miss Brabant flamand      | Yara Stuvyen            | 17 ans | Blanden           | 25 | 7 septembre 2019 à                |
| Miss Brabant wallon                      | Marie Thomas            | 20 ans | Braine-le-Château | 30 | 7 septembre 2019 à Bruxelles      |
| 1re dauphine de Miss Liège               | Amandine Toffoli        | 22 ans | Ougrée            | 24 | 25 août 2019 à Barvaux-sur-Ourthe |
| Miss Limbourg                            | Nisa Van Baelen         | 19 ans | Tessenderlo       | 5  |                                   |
| Miss Liège                               | Anicca Van Hollebeke    | 23 ans | Faimes            | 12 | 25 août 2019 à Barvaux-sur-Ourthe |
| 1re dauphine de Miss Flandre occidentale | Marieke Vannieuwenhuyse | 19 ans | Roulers           | 15 | 15 septembre 2019 à Adinkerque    |
| Miss Luxembourg                          | Laura Vanquaillie       | 20 ans | Jéhonville        | 26 | 25 août 2019 à Barvaux-sur-Ourthe |

.

## Déroulement de la cérémonie

### Prix distribués
| Prix                                          | Nom                                           |
| --------------------------------------------- | --------------------------------------------- |
| Miss Talent                                   | Namur - Blandine Frennet                      |
| Miss Média social (Miss Social Media)         | Anvers - Céline Van Ouytsel                   |
| Miss Beach (la plus belle fille sur la plage) | Liège - Anicca Van Hollebeke                  |
| Miss Model                                    | Miss Brabant flamand - Elize Baron            |
| Miss Sport                                    | Anvers - Caro Beugnier                        |
| Miss Charité (Miss Charity)                   | Flandre occidentale - Marieke Vannieuwenhuyse |

## Observations
Pour la première fois depuis 2013, l'élection n'a pas été diffusée à la télévision sur la chaîne AB3, mais en live streaming sur la plateforme RTL Play. Autre particularité, l'élection comportait 32 candidates, alors que le nombre s'était maintenu à 30 depuis 2015.
Durant le voyage d'intégration qui se déroula à Sharm El Sheikh, Égypte, en octobre 2019, pas moins de six Miss tombèrent malades à cause de leur consommation d'eau du robinet et furent victimes de diarrhées récurrentes, l'une d'entre elles ayant eu des vomissements  le jour même de leur arrivée. Plusieurs tournages et interviews durent être annulés ou reportés, et l'une des Miss, prise d'un malaise, s'effondra durant un shooting.
Lors de la soirée de l'élection, le sol particulièrement glissant fit trébucher plusieurs candidates. En particulier, la future gagnante Céline Van Ouytsel se prit les pieds dans sa longue robe et chuta sur scène, ce qui fit tomber un soutien-gorge malencontreusement accroché à l'une de ses manches volumineuses, probablement durant un changement de tenue en coulisses. Le soutien-gorge resta par terre au milieu de la scène durant quelques minutes et était dans le champ de la caméra lors du passage de la candidate suivante. L'incident fut extrêmement relayé dans les médias, au point que Céline Van Ouytsel dut donner ses propres commentaires,.
La future première dauphine Celest Decaesstecker trébucha également à cause de ses hauts talons en descendant la dernière marche de l'escalier situé sur le podium et se tordit la cheville droite, évitant une chute de justesse.

## Presse
A. Instagram
https://www.dhnet.be/medias/television/la-guerre-d-influence-des-miss-5e18bd0c9978e272f9b9cbe3
B. Propos haineux 
https://www.dhnet.be/regions/brabant/des-propos-insultants-et-diffamatoires-5e1e40e0d8ad583031754aa1
C. Miss Belgique torride sur Instagram https://www.sudinfo.be/id162814/article/2020-01-21/celine-van-ouytsel-torride-sur-instagram-miss-belgique-2020-se-devoile-dans-des
D. Polémique
https://www.dhnet.be/actu/belgique/a-peine-elue-miss-belgique-cree-la-polemique-5e1ad5f6f20d5a0c4623e4a3
E. Mascarade https://www.laprovince.be/500601/article/2020-01-12/cindy-candidate-bruxelloise-miss-belgique-une-mascarade
F. Ce fut un honneur https://www.laprovince.be/500426/article/2020-01-13/belinda-de-thimeon-finaliste-miss-belgique-ce-fut-un-honneur